# Damaschin Mioc
Damaschin Mioc (n. 6 februarie 1920, Marcovać, Iugoslavia) a fost un istoric și cercetător științific român.

## Biografie și studii
S-a născut la 6 februarie 1920, la Marcovać (Iugoslavia).  Studiile secundare le-a urmat la Oravița, iar cele superioare la București. Este absolvent al Școlii superioare de arhivistică și doctor în istorie din anul 1973. 
A avut un fiu, care, la vârsta de 14 ani s-a sinucis, ceea ce l-a afecta profund.

## Funcții ocupate
Damaschin Mioc a fost cercetător științific și din anul 1949 a devenit șeful colectivului de istorie medie de la Institutul de istorie „Nicolae Iorga” din București. Printre alte funcții ale sale s-au numărat cea de membru în comitetele de redacție ale periodicelor „Revista de istorie” și „Studii și materiale de istorie medie,” precum și în cel al corpusului de documente medievale „Documenta Romaniae Historica”. A colaborat la redactarea volumelor II-III din Istoria României editată de Academia R.P.R. (1962-1964).
A fost caracterizat de Matei Cazacu drept fiind un fost „dur” în epoca stalinistă, cu accese de autoritarism, dar în fond binevoitor.

## Activitate
Activitatea lui Damaschin Mioc s-a desfășurat în doua mari direcții: editarea de surse documentare și narative și studiul structurilor socio-economice ale societății medievale românești. În tipărirea izvoarelor medievale este continuatorul celor mai valoroase tradiții ale arheografiei românești, publicând texte cu o migală erudită, A fost și editorul unei interesante și valoroase cronici, cea dintâi cronică bănățeană cunoscută până astăzi. În investigația istoriei economice și sociale a evului mediu românesc. Mioc a cercetat fiscalitatea și rolul ei în relația domniei cu supușii. Baza de informație amplă și siguranță în conducerea anchetei disting și alte capitole ale interesului lui Damaschin Mioc: agricultura și viticultura română în evul mediu, relațiile sociale, prețurile. 
Dintre cercetătorii români, Damaschin Mioc este cel care acceptă, fără rezerve, teza istoricului sârb George Radojičić, în sprijinul căreia aduce și câteva argumente inedite. Autorul reia problema controversată cu privire la Macarie tipograful, în special după 1512, anul ultimei sale tipărituri din Țara Românească, și afirmă că, după moartea lui Neagoe Basarab, patronul său recunoscut, Macarie „s-a retras la ctitoria athonită a dinaștilor sârbi, Hilandarul”. El consideră că egumenia sa „la Hilandar, nu înlătură posibilitatea ca anterior să fi fost și mitropolit. Sunt cunoscute destule cazuri de mitropoliți retrași apoi ca egumeni ai unor mănăstiri”. Având în vedere milele obținute din Țara Românească și Moldova, care totalizau anual 16.800 aspri, îndeosebi dania personală din partea lui Radu de la Afumați, precum și scurta descriere a țărilor române, istoricul susține că voievozii l-ar fi răsplătit ca „drept mulțumire pentru serviciile sale aduse țării”, care ar fi constat în activitatea depusă pentru înființarea tipografiei și imprimarea primelor cărți de la noi.
Damaschin Mioc a adus, de asemenea, contribuții importante la studierea sistemelor medievale de măsuri și greutăți din țările române, deși abordarea sa metodologică a fost criticată ulterior.

## Opere